# Міллстоун (Нью-Джерсі)
Міллстоун (англ. Millstone) — місто (англ. borough) в США, в окрузі Сомерсет штату Нью-Джерсі. Населення — 448 осіб (2020).

## Географія
Міллстоун розташований за координатами 40°29′59″ пн. ш. 74°35′45″ зх. д. / 40.49972° пн. ш. 74.59583° зх. д. (40.499817, -74.595876).  За даними Бюро перепису населення США в 2010 році місто мало площу 1,97 км², з яких 1,91 км² — суходіл та 0,06 км² — водойми. В 2017 році площа становила 1,82 км², з яких 1,76 км² — суходіл та 0,05 км² — водойми.

## Демографія
Згідно з переписом 2010 року, у селищі мешкало 418 осіб у 162 домогосподарствах у складі 118 родин. Було 167 помешкань
Расовий склад населення:
| - 95,7 % — білих - 1,7 % — азіатів - 1,2 % — чорних або афроамериканців - 1,0 % — осіб інших рас |

До двох чи більше рас належало 0,5 %. Частка іспаномовних становила 3,6 % від усіх жителів.
За віковим діапазоном населення розподілялося таким чином: 23,7 % — особи молодші 18 років, 60,3 % — особи у віці 18—64 років, 16,0 % — особи у віці 65 років та старші. Медіана віку мешканця становила 42,8 року. На 100 осіб жіночої статі у селищі припадало 94,4 чоловіків;  на 100 жінок у віці від 18 років та старших — 86,5 чоловіків також старших 18 років.
Середній дохід на одне домашнє господарство  становив 105 794 долари США (медіана — 103 000), а середній дохід на одну сім'ю — 121 823 долари (медіана — 121 250). Медіана доходів становила 83 125 доларів для чоловіків та 50 250 доларів для жінок. За межею бідності перебувало 2,7 % осіб, у тому числі 0,0 % дітей у віці до 18 років та 0,0 % осіб у віці 65 років та старших.
Цивільне працевлаштоване населення становило 246 осіб. Основні галузі зайнятості: освіта, охорона здоров'я та соціальна допомога — 25,2 %, роздрібна торгівля — 13,4 %, науковці, спеціалісти, менеджери — 11,8 %, мистецтво, розваги та відпочинок — 11,0 %.